# 陽はまた昇る (高橋優の曲)
「陽はまた昇る」（ひはまたのぼる）は、高橋優の7枚目のシングル。 2012年8月8日にワーナーミュージックジャパンから発売された。

## 概要
前作「卒業」から約7か月ぶりにリリースされた、2012年第2弾シングル。
初回限定版には特典として初の全国ホールツアーチケットの特別先行受付、シングル発売記念フリーライブ&握手会の握手券、さらに月刊高橋優STREAMの完全版DVD付き。

## 収録曲
（全作詞・作曲：高橋優、編曲：浅田信一）
1. 陽はまた昇る
2. 旅路の途中
友人であるロンドン五輪水泳背泳ぎ代表の入江陵介に向けた応援歌。「頑張っている相手を見て応援していると、その頑張っている姿で自分も応援されているような気持ちになる」というコンセプトで作られた。
3. ボーナストラック1　陽はまた昇る〜映画「桐島、部活やめるってよ」バージョン
ショウゲート配給映画「桐島、部活やめるってよ」主題歌
4. ボーナストラック2　セピア〜LIVE from 月刊高橋優STREAM最終回“卒業”寄せ書きライブ2012.3.20

### 初回限定版
1. 初回限定盤特典：2012秋の全国ツアーバックステージ抽選参加券封入（各会場5名）
2. 初回プレス（初回・通常共通）特典：2012秋の全国ツアーチケット特別先行受付[抽選案内]封入

2012年3月20日に行われた月刊高橋優STREAM最終回
　　“卒業”寄せ書きライブ　　　
1. この声
2. 福笑い
3. 誰がために鐘は鳴る
4. 気ままラブソング
5. HITO-TO-HITO
6. 花のように
7. 卒業

## 収録アルバム
- BREAK MY SILENCE(#1)
- 高橋優 BEST 2009-2015 『笑う約束』(#1)